# یک وجب خاک
یک وجب خاک یک مجموعه تلویزیونی است به کارگردانی علی عبدالعلی‌زاده که در ماه رمضان سال ۱۳۸۶ از شبکه ۳ سیما به روی آنتن رفت.

## داستان
آقای افشاری مردی نیکخواه است که مشکلات اهالی محل را حل‌وفصل می‌کند. او همسایه دیواربه‌دیوار برادرزنش «پرویز» است که با یکدیگر اختلاف‌هایی دارند. در روزِ خواستگاری حمید پسر آقای افشاری مشکلاتی پیش می‌آید و ترکیدن لوله‌های آب، خانه‌های این دو را به‌هم می‌ریزد و …

## بازیگران
- رضا بابک
- مهتاج نجومی
- برزو ارجمند
- ابوالفضل پورعرب
- آناهیتا همتی
- رامتین خداپناهی
- مهران رجبی
- رضا توکلی
- امید علیمردانی
- روشنک عجمیان
- عباس محبوب
- داریوش اسدزاده
- مریم خدارحمی
- یوسف تیموری